# Tilletia nigrifaciens
Tilletia nigrifaciens är en svampart som beskrevs av Langdon & Boughton 1978. Tilletia nigrifaciens ingår i släktet Tilletia och familjen Tilletiaceae.   Inga underarter finns listade i Catalogue of Life.